# Grão Mogol
Grão Mogol är en kommun i Brasilien.   Den ligger i delstaten Minas Gerais, i den sydöstra delen av landet, 500 km öster om huvudstaden Brasília. Antalet invånare är 15 026.
Omgivningarna runt Grão Mogol är huvudsakligen savann. Runt Grão Mogol är det mycket glesbefolkat, med 4 invånare per kvadratkilometer.